# Federación Mexicana de Béisbol
La Federación Mexicana de Béisbol (FEMEBE) es la principal organización mexicana de béisbol; es el organismo del béisbol federado al cual están afiliadas 38 Asociaciones de la República Mexicana (2022). 
Está encargada en parte de:
- Administrar los torneos de béisbol en México.
- Seleccionar los jugadores de béisbol mexicano.